# SN 2006rv
SN 2006rv – supernowa typu Ia odkryta 13 listopada 2006 roku w galaktyce A020000+2456. Jej maksymalna jasność wynosiła 19,52m.